# هاروی ویر کوک
هاروی ویر کوک (انگلیسی: Harvey Weir Cook; ۱۰ ژوئن ۱۸۹۲ – ۲۴ مارس ۱۹۴۳) فرد نظامی اهل ایالات متحده آمریکا در جنگ جهانی اول و دریافت کننده جایزه صلیب خدمات برجسته (ایالات متحده) بود. وی همچنین در زمینه حمل و نقل هوایی غیرنظامی پیشگام و شخصیت برجسته ای در زمینه توسعه هواپیمایی در ایالات متحده و ایالت ایندیانا بود. ساختمان ترمینال فرودگاه بین‌المللی ایندیاناپلیس و جاده ورودی به افتخار وی نامگذاری شده‌است.